# Witold Giersz
Witold Giersz (sinh ngày 26 tháng 2 năm 1927 tại Poraj) là đạo diễn, nhà làm phim hoạt hình Ba Lan. Ông còn là tác giả của nhiều dự án nghệ thuật.

## Tiểu sử
Witold Giersz tốt nghiệp khoa đạo diễn Trường Điện ảnh Łódź (1974).
Ông bắt đầu làm trợ lý đạo diễn và họa sĩ hoạt hình trong lĩnh vực phim hoạt hình vào năm 1953 tại Bielsko–Biała. Tại Xưởng phim Vẽ, tác phẩm đầu tiên có sự đóng góp của ông là  với bộ phim Bí mật của lâu đài cổ (1956).
Từ năm 1958, ông gia nhập Studio Miniatur Filmowych ở Warszawa.
Witold Giersz còn là thành viên của Hiệp hội các nhà sản xuất phim dành cho trẻ em và thanh thiếu niên thuộc  Hiệp hội các nhà làm phim Ba Lan tại Warszawa .
Bộ phim nổi tiếng nhất của Witold Giersz là phim hoạt hình sơn dầu: Mały western, Czerwone i czarne, Koń, Pożar và Oczekiwanie.
Giersz tích cực sản xuất phim hoạt hình cho trẻ em liêu quan đến vấn đề giáo dục.
Năm 2012, bộ phim tài liệu về cuộc đời và cống hiến của Witold Giersz do Maciej Kur đạo diễn – có tựa đề Witold Giersz – Sztuka Animacji (Tạm dịch: Witold Giersz – Nghệ thuật hoạt hình) ra mắt tại Liên hoan phim quốc tế Chân trời mới.

## Giải thưởng
Witold Giersz từng đoạt nhiều giải thưởng tại các liên hoan phim thế giới: Krakow, Oberhausen, Melbourne, Edinburgh, Santa Barbara, Cannes.
- Năm 1971: Giải thưởng của Bộ trưởng Bộ Văn hóa và Nghệ thuật, bằng khen công tác chỉ đạo trong lĩnh vực phim hoạt hình [2]
- 2007: Giải thưởng của Hiệp hội các nhà làm phim Ba Lan cho những thành tựu nghệ thuật xuất sắc
- 2008: Giải Đặc biệt "Dê bạch kim" (Platynowe Koziołki) ở hạng 26. Liên hoan phim Quốc tế dành cho người xem trẻ tuổi ở Poznań vì những thành tựu nghệ thuật của ông trong lĩnh vực phim hoạt hình cho trẻ em [3][4]
- 2014: Prix Klingsor – liên hoan Biennale Animacji Bratysława (BAB) [5]
- 2015: Giải thưởng chính –  Liên hoan phim Opole Lamy lần thứ 13 [6]
- 2017: Giải đặc biệt "Smok Smoków" lần thứ 57. Liên hoan phim Krakow vì đóng góp đặc biệt cho sự phát triển của điện ảnh thế giới trong lĩnh vực phim hoạt hình [7]

## Huân chương[8]
- Huân chương Polonia Restituta
- Huân chương kỷ niệm 40 năm của Cộng hòa Nhân dân Ba Lan
- Huy hiệu "Nhà hoạt động văn hóa ưu tú"